# Resistance: Fall of Man
Resistance: Fall of Man (ofta kallat endast Resistance; förkortat till RFoM) är ett science fantasy-datorspel i förstapersonsskjutarformat till Playstation 3 utvecklat av Insomniac Games och utgett av Sony Computer Entertainment. Spelet handlar om hur sergeant Nathan Hale och den mänskliga motståndsrörelsen försöker att driva ut en utomjordiskliknande invasion ur Storbritannien.
Spelet utvecklades från början under namnet I8, eftersom det var det åttonde spelet utvecklat av Insomniac Games. Det släpptes som en lanseringstitel till Playstation 3 den 11 november 2006 i Japan, den 14 november 2006 i USA och den 23 mars 2007 i Europa. Spelet fick ett positivt mottagande och hyllades särskilt för att vara en lanseringstitel. Det vann flera priser, och var bland annat det första Playstation 3-spelet som såldes i mer än en miljon exemplar, senare följt av Motorstorm.
En uppföljare, Resistance 2, släpptes i november 2008, och Resistance 3 släpptes i september 2011. Två spel till bärbara spelkonsoler har också släppts.
Efter att spelet hade släppts anklagades Sony och Insomniac Games av den engelska kyrkan för att olagligt ha använt interiörbilder från katedralen i Manchester som grund för att skapa byggnaden i spelet, samt för att "förespråka våld" i katedralen.

## Spelupplägg
Resistance: Fall of Man är en förstapersonsskjutare som utspelar sig i en alternativhistorisk värld. Några av de vapen som finns i spelet är baserade på riktiga vapen från 1950-talet, men några är helt fiktiva. Varje vapen förser spelaren med en unik spelstil och strategi. Ett exempel är den så kallade Auger, vars primära eldgivning är vanlig snabb skottlossning, men patronerna (som är gjorda av energi) kan penetrera väggar, och blir starkare när de kommer ut på andra sidan. Den sekundära eldgivningen skapar en slags barriär som är motståndskraftig mot alla slags patroner, förutom dess egna. Som tillägg till alla vanliga kort- och långdistansvapen, har spelet flera olika typer av granater, med både historiska och fiktiva varianter. Som exempel finns en granat som kallas för backlash grenade, som skapar en slags kupolliknande barriär, som man kan gå in i för skydd. Barriären reflekterar skott från kimera. Några vapen är inte tillgängliga förrän man har spelat igenom spelet en gång och går då att finna på visa platser i spelet.
Spelaren kan använda skjuttorn och en jeep på vissa nivåer. Spelet fick en uppdatering våren 2008 som gjorde det möjligt att använda vibrationsfunktionen i DualShock 3-kontrollen.
Det finns flera underrättelserapporter som man kan hitta runt om i spelet, vilka ger spelaren en inblick i vad som har hänt, vad som händer, och vad som kommer att hända.

### Multiplayer
Resistance: Fall of Man har ett multiplayerläge för upp till 40 spelare. Multiplayerfunktionaliteten i Resistance använder samma Playstation Network ID som spelaren redan har. Det finns både ett onlineläge och ett offlineläge, som båda går på 30 bildrutor per sekund. Det har knappt någon påverkan av latens, även om så många som 40 spelare spelar, tack vare genomförandet av flera dedikerade servar runt om Playstation Network.
Multiplayerläget tillåter även spelare att skapa egna klaner, egna matcher (så kallade Custom games, svenska: "skräddarsydda spel") eller gå in i förinställda rankade spel. Inne i spelet kan spelare tala med sina lagkamrater med ett Bluetooth- eller USB-headset. Textchatt är även möjligt i lobbyn. Det finns dessutom ett vänsystem som gör att spelare kan bli vänner med andra utan att använda Playstation Network. Vänlistan visar om spelarens vänner antingen är In Lobby (i lobbyn), Staging (ställer upp) eller In Game (i spel). Från vänlistan kan spelaren bjuda in sina vänner till ett spel, en grupp eller skicka ett meddelande.

#### Rankade matcher
Rankade matcher (Ranked Matches) placerar automatiskt ut spelare in i en match från en vald kategori. Rankade matcher ger spelaren erfarenhet, vilket tillåter spelaren att gå upp i grader. När en spelare går upp i grader, låser denne upp olika belöningar för sin karaktär. 
Det finns tre kategorier som spelaren kan välja mellan, varje kategori har sina egna typer som spelaren automatiskt kommer att bli placerad i. De tre kategorierna är:
- Free For All: I denna kategori finns det en deathmatch-typ , vilket är en alla mot alla dödsmatch. Det finns också en typ som kallas för conversion, som är en typ av elimineringsmatch.
- Team Deathmatch, är den andra valbara kategorin vilken dirigerar spelaren direkt till en så kallad Team deathmatch. Där försöker två lag att få så mycket poäng som möjligt genom att eliminera spelare i det motsatta laget. Map Pack Mayhem blev i juli 2007 tillagt till Team Deathmatch-kategorin.
- Team Objective: När en spelare väljer denna kategori kommer denne bli placerad i en match där två lag försöker klara av ett gemensamt mål.

#### Skräddarsydda matcher
Multiplayer-läget i Resistance: Fall of Man tillåter även självinställbara orankade matcher (Custom Matches). Sådana matcher tillåter en värd att sätta upp olika parametrar som träffpoäng, olika typer av vapenset, med mera. Skräddarsydda matcher som redan pågår kan en utomstående spelare gå in i. Spelare kan även välja vilken typ av matcher som de vill spela med hjälp av ett filter som upptäcker matcher vilka uppfyller spelarens utvalda kriterier. Andra spelare kan bli inbjudna till matcher via vänlistan. Skräddarsydda matcher ger inte lika mycket erfarenhetspoäng som rankade matcher. 

#### Olika arter
När en spelare spelar online blir denne utsedd till antingen människa eller kimera.
- Människor: Människor (Humans) har en avancerad radar som upptäckter både allierade och fiender. Människor är även mindre än kimeran, vilket gör dem svårare att träffa, och behärskar förmågan att ducka samt kan rusa utan att behöva stanna. Däremot, när en spelare rusar försvinner hårkorset, som gör det svårare för spelaren att sikta. Om en människa rusar utan att inneha fullt liv, kommer livet inte att regenerera förrän spelaren slutar rusa. Människor börjar även med en splittergranat. Deras standardvapen är M5A2 Carbine.

- Kimera: Kimeran (Chimera) är större än människor och utgör därmed ett lättare mål men besitter istället kraften "Rage Mode" (Raseri-läge). Detta tillåter kimeran att springa snabbare, se fiender genom väggar (genom värmeseende), samt ökar deras skada med alla vapen. "Rage Mode" kan orsaka att kimeran blir överhettade och de kan förlora upp till sitt halva liv om spelaren har Rage Mode för länge. När en spelare befinner sig i Rage Mode dyker flammor upp på kimerans ryggar. Kimeran saknar även förmågan att ducka. Deras standardvapen är Bullseye, och de börjar inte med några granater.

## Handling

### Bakgrund

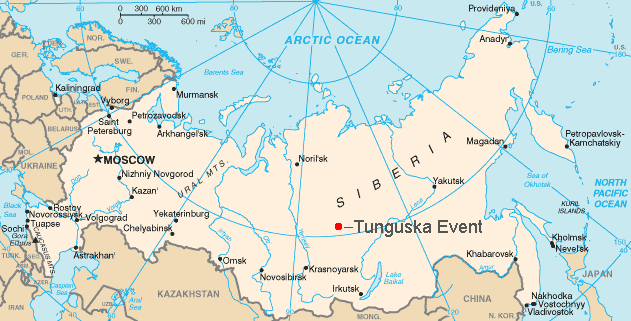
Platsen för Tunguska-händelsen i Sibirien 1908.

På grund av förändringar av det historiska händelseförloppet, har slutet av första världskriget lett till en framgångsrik europeisk allians och världsfred, vilket förhindrar såväl den stora depressionen som nazisternas maktövertagande i Tyskland och andra världskriget. Detta har dock lett till ett isolerat ryskt imperium, vilket fortfarande leds av en tsar eftersom den ryska revolutionen slagits ned.
Istället för någon av de verkliga händelserna, framträder ett nytt hot från Sibirien, vars epicentrum sammanfaller med tid och plats för Tunguskahändelsen år 1908. 1921 stänger Ryssland av alla förbindelser med omvärlden och bygger en mur längs sin gräns mot Europa som är längre än kinesiska muren. Muren kallas för "The Red Curtain" "Den röda ridån". Små städer, byar, och större städer i Ryssland rapporteras ha förstörts på bara en natt. Klimatet i Europa blir kallare och under vintern 1936 dör 136 personer i Sverige på grund av den extrema kylan.
I december 1949 bryter kimeran igenom "The Red Curtain" och invaderar Europa. Kimeran tar i februari 1950 över hela kontinentaleuropa, och lämnar kvar ytterst få överlevande. Kimeran fortsätter genom att gräva sig under Engelska kanalen, och invaderar England 1951. Huvuddelen av den brittiska armén utplånas, resten flyr till utspridda baser i norra England.

### Synopsis
Spelet börjar i juli 1951, med sergeant Nathan Hale som huvudperson. Han är medlem av USA:s 12 000 man starka jägarinsatsstyrka, som ska bistå att befria England och hämta ett hemligt vapen som de engelska styrkorna säger kan användas mot kimeran. Dock blir styrkan snabbt utrotad av en så kallad "spira"-attack av kimeran, vilket infekterar alla soldater med ett kimeravirus, strax efter landningen i York. Hale, som är den enda överlevande, verkar vara infekterad, men han har inte fallit i koma. Han får istället samma metabolism som en kimera har och han får en förmåga att läka sig själv. Hans iris blir vid vissa tillfällen guldgul, ungefär som på en kimera. Han kan nu utnyttja så kallade "sym-bacs", vilket är spelets livförpackning.
Hale fortsätter sitt uppdrag, och på vägen träffar han och räddar Kapten Rachel Parker när de flyr från ett konversionscenter i Grimsby. Parker hjälper Hale via radion under resten av uppdraget. Hale och de brittiska styrkorna lyckas överlämna det hemliga vapnet till en av motståndsrörelsens baser, men basen blir kort därefter attackerad av kimeran. Det avslöjas att det "hemliga vapnet" egentligen är en "angel", en kimera som den brittiska underrättelsetjänsten lyckats fånga. Angels är den starkaste typen av kimera, och den brittiska underrättelsetjänsten tror att de kontrollerar resten av kimera-styrkorna med hjälp av något slags form av telepati. Hale öppnar kapseln som "ängeln" är i och ängeln försöker då att gå in i Hales huvud men han lyckas avvärja varelsens penetrering och skjuter den i huvudet med en gevärssalva.
Hale fortsätter framgångsrikt kriget, understödd av löjtnant Stephen Cartwright, en brittisk kommandosoldat. De två upptäcker efter ett tag att kimeran har etablerat flera metalltorn runtom i Storbritannien, som och alla är förenade med flera underjordiska elledningar. Det visar det sig att tornen är utgrävda, inte nykonstruerade, vilket ytterligare bidrar till mystiken kring kimerans ursprung. Hale går in i kimerans tunnlar och upptäcker att huvudtornet finns i London. Hale kommer fram till att tornet i London måste förstöras, vilket han tror att det kommer att besegra kimeran i England.
De brittiska och amerikanska styrkorna utför en slutgiltig attack mot huvudtornet i London. Hale lyckas ta sig högst upp i tornet och förstöra dess centrala kärnreaktor, vilket resulterar i en massiv explosion som förstör hela tornet. Explosionen sprider sig i tunnelnätverket, och förstör alla torn i hela Storbritannien och dödar alla änglar inuti. Då änglarna dött, dör även de kvarvarande kimera-styrkorna snabbt. Parker tror att de helt enkelt inte kunde överleva utan änglarna. Storbritannien är befriat, men resten av Europa är fortfarande under kimerans kontroll.
Hale antas av britterna ha blivit dödad av explosionen i tornet, och amerikanerna anger honom som "Dödad i strid". Parker tror däremot att han överlevt på något sätt. Spelets slutsekvens visar att Hale verkligen är vid liv, medan han går igenom snön, beväpnad med en enda granat. Plötsligt blir han tillfångatagen av en grupp soldater (som i Resistance 2 visar sig att vara amerikanska soldater). De bär till skillnad från de brittiska soldaterna speciella lufttäta dräkter som är designade för att motstå spiraattacker. I Resistance 2 avslöjas  att soldaterna tar honom till en amerikansk bas på Island. Denna sekvens är öppningsscenen i uppföljaren, Resistance 2.

### Kimera
Kimera är en fiktiv ras och spelets huvudfiende. Varelsernas ursprung är okänt, men deras första förekomst var i Sibirien kort efter tunguskahändelsen i spelets alternativa historia. De mänskliga styrkorna trodde från början att kimeran var resultatet av ett havererat biologiskt experiment, men med alla händelser och avslöjanden under spelets gång, tillsammans med kimerans avancerade teknologi såsom att de kan kontrollera vädret, tillgång till energivapen och kraftfält, har det blivit uppenbart för människorna att kimera har ett utomjordiskt ursprung. Kimerans armé ökar genom att de infekterar människor med ett mutageniskt virus som gör att offret faller i koma, sedan transformeras de till en kimera. Större arter av kimera behöver dock flera delar från många människor och tar längre tid att odla fram. För att påskynda denna process har kimeran byggt konversionscentraler runt om de platser kimeran har ockuperat. Kimeran liknar den grekiska mytologi varelsen Chimaira, på det sättet att båda varelserna är uppbyggda av olika kroppsdelar från andra djur.
Kimeran är mycket starkare än vanliga människor, och har två till sex gula ögon. Kimerans metabolism är tolv gånger större än människors, vilket ger dem speciella krafter som gör att de kan regenerera, men kan även resultera i att de snabbt blir överhettade. Därför har de en nerkylingsutrustning implanterad i sina ryggar. Kimeran trivs bäst i väldigt kallt väder, vilket har lett till att de har ändrat jordens klimat. De lyckades till exempel att få London nedfryst i juli. Kimeran leds av varelser som kallas "Angels" (svenska: änglar), som är stora, spindelliknande monster, som besitter en telepatisk länk till kimerasoldaterna. Ensamma kimerasoldater dör utan denna länk. Det beskrivs i flera av de underrättelserapporter man kan hitta i spelet att kimeran förtär sina egna, oftast de skadade eller döda.

### Cloven
Cloven, på svenska (de) Kluvna, har inte framträtt i huvudhandlingen i Resistance: Fall of Man, men nämns i flera underrättelserapporter som går att hitta i spelet. Däremot går det att låsa upp Cloven som en avatar i multiplayerläget. De är skalliga, bleka humanoider som är klädda i slitna uniformer. I underrättelserapporter och på den officiella webbplatsen står det att de beskrivs av den brittiska underrättelsetjänsten som galningar som talar ryska, rituellt lemlästar sig själva och sina offer samt äter kropparna av sina egna soldater. De verkar vara fiender till både kimeran och mänskliga styrkorna, på grund av fientlighet mot båda sidorna. Trots detta verkar det som om de är på något sätt har en allians med kimeran, men på vilket sätt är okänt. I två av underrättelserapporterna står det att britterna var de första som började jaga grupper av Cloven.
Information från Resistance's Map Pack 1 och den officiella webbplatsen tyder på en möjlig allians mellan kimera och Cloven. Cloven sågs plundra kimerianska baser och mötte inget motstånd. Det står också i en underrättelserapport att Cloven ledde avsiktligt kimeran till York, där de amerikanska soldaterna skulle landa, vilket tyder på att York var en fälla från början. En sammanstötning med Cloven visade att de behärskar vapen som är mycket kraftigare än vad någon av de andra styrkorna hittills har. Om Cloven använder avancerad kimersk teknologi eller om de har modifierat redan tillgänglig kimersk teknologi är okänt.

## Kontrovers med den engelska kyrkan

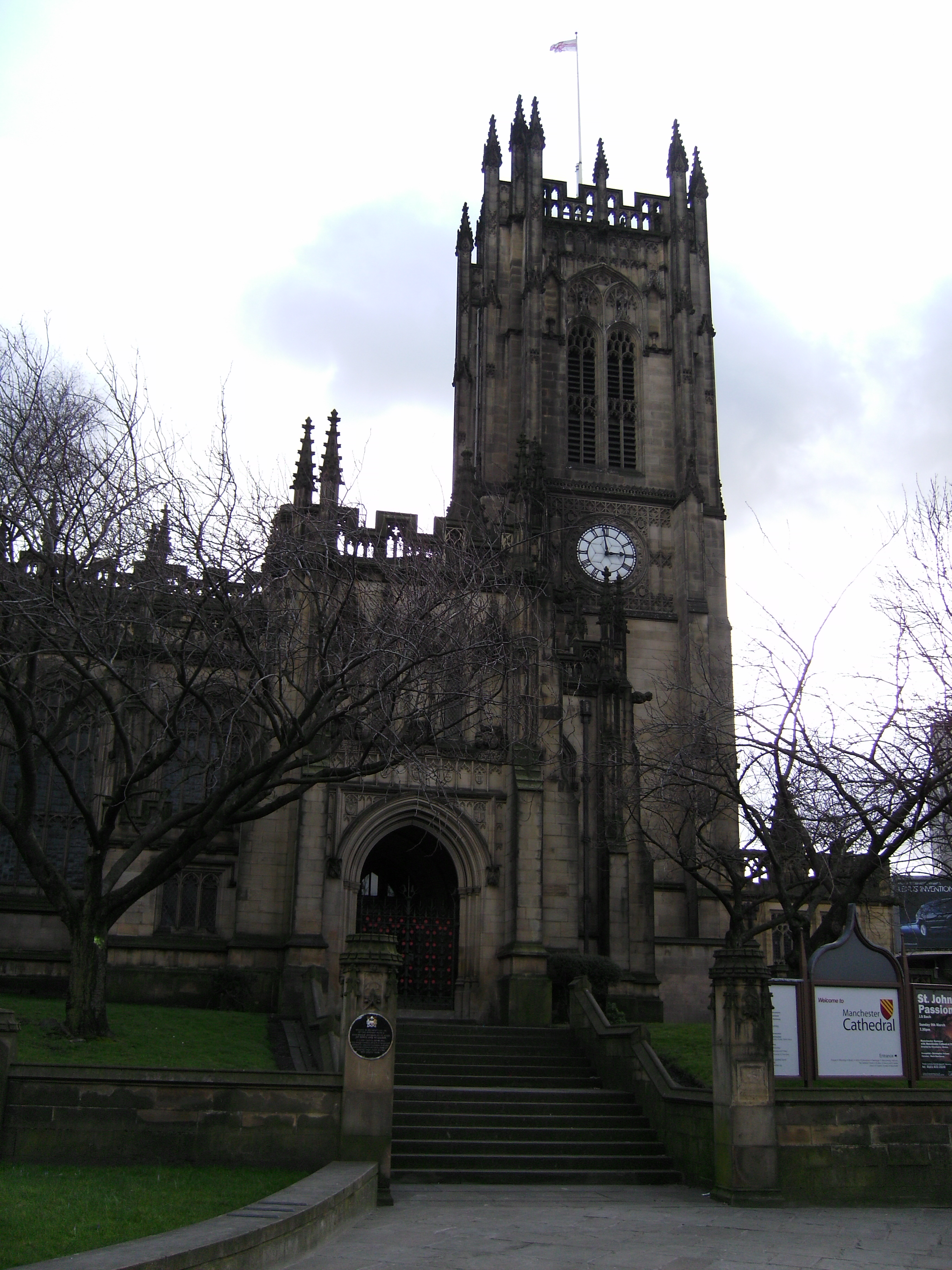
Katedralen i Manchester som anklagades för att ha använts i spelet.

I juni 2007 anklagade den engelska kyrkan Sony och Insomniac Games för att utan tillstånd ha använt bilder av Katedralen i Manchester. Den engelska kyrkan sade även att Insomniac Games hade vanhelgat kyrkan genom de blodiga scener i spelet där spelaren skjuter på dussintals så kallade "Leapers". Prästerna som arbetade i katedralen beskrev händelsen som hädelse och menade även att Sony inte bett om tillåtelse att använda katedralen i spelet. De krävde en officiell ursäkt och att spelet skulle dras tillbaka från spelhyllorna, annars skulle prästerna vidtaga juridiska åtgärder.
Manchesters biskop Nigel McCulloch beskrev händelsen i en intervju: 
"Det är väl känt att Manchester har ett problem med vapen. Om ett multinationellt företag återskapar en av våra största katedraler med fotorealistisk kvalité och uppmuntrar personer att ha vapenstrider i byggnaden är det förvånande och högst ansvarslöst [...] Vi vet vilka förödande effekter sådant våld kan ha på liv. Detta är ingen obetydlig fråga."
Insomniac Games valde att inte kommentera händelsen utan hänvisade alla förfrågningar till Sony Computer Entertainment Europe. Sony publicerade ett uttalande den 9 juni 2007:
"Sony Computer Entertainment Europe är medvetet om vilka bekymmer som biskopen och katedralens tjänstemän har... Och vi kommer självklart att ta dessa bekymmer på allvar. Resistance: Fall of Man är ett fantasi science fiction-spel och är inte baserat på verkliga händelser. Vi anser att vi har sökt och fått alla nödvändiga tillstånd för att skapa spelet."
Sony sade även att företaget skulle kontakta kyrkan den 11 juni för att försöka sätta sig in i dess bekymmer mer i detalj. David Wilson, en talesman till Sony sade om händelsen i en intervju med The Times:
"Det är bilder som skapades i en dator, det är inte någon video eller något fotografi. Det är underhållning, som Doctor Who eller någon annan science fiction. Det är inte alls baserat på verkligheten. Under hela skapandet av spelet sökte vi alla nödvändiga tillstånd."
Katedralens tjänstemän ställde två krav på Sony. Det ena var att Resistance: Fall of Man skulle sluta att säljas omedelbart. Det andra kravet var att Sony skulle ge katedralen en förbehållslös ursäkt. De krävde även att Sony skulle ge katedralen en "avsevärd donation".
Nanako Kato, som är en talesman för Sony Computer Entertainment, kommenterade händelsen från Tokyo. Hon påpekade att historiska byggnader ofta används i underhållningsbranschen såsom klassiska filmscener som när Godzilla förstör Tokyo Tower eller när King Kong klättrar uppför Empire State Building. Hon sade även att Insomniac Games hade avsikten att skapa en gammal kyrka, inte just den faktiska katedralen i Manchester och att Sony förstod att den anglikanska kyrkan hade blivit upprörd, speciellt då kyrkan försöker minska det vapenrelaterade våldet i staden. 
Tony Lloyd, som är parlamentsledamot för Manchester, frågade den dåvarande premiärministern Tony Blair om denne höll med honom om att Sony hade brutit mot upphovsrättslagarna när företaget använde katedralen i Resistance: Fall of Man. Tony Blair svarade då att han instämde, men att det var ett väldigt svårt område att bedöma.
Den 15 juni 2007, publicerade Sony ett uttalande där det stod: 
"Vi accepterar inte att det finns någon koppling mellan 2000-talets Manchester och en påhittad stad i Storbritannien i ett påhittat 1950-tal som är under attack av utomjordingar. Det var inte avsiktligt vi retade den engelska kyrkan. Om vi nu har gjort det så beklagar vi djupt."
Huvudprästen i katedralen i Manchester, Rogers Govender, sade i ett uttalande: "Vi noterar att Sony erkänner att byggnaden i spelet är katedralen i Manchester. Vi tackar för den ursäkt som Sony gav. Dock har vi inte bytt ståndpunkt i frågan om våldet som porträtterades i kyrkan." Det nämndes inte om de fortfarande ville ha en donation från Sony. 
Den 6 juli 2007 publicerade Sony en förbehållslös ursäkt till den engelska kyrkan i dagstidningen Manchester Evening News.

## Uppföljare

### Resistance 2
Resistance 2 släpptes den 4 november 2008 i USA, den 13 november i Japan och den 26 november i Europa. I Resistance 2 har kimeran startat en fullskalig invasion vid både väst- och ostkusten av USA. Nathan Hale går med i en specialstyrka vid namn 'Väktarna', vilket är en grupp soldater som är immuna mot kimeraviruset. Hale slås mot kimeran på olika platser i USA, samtidigt som han har viruset inuti sig. Multiplayerläget i spelet klarar av upp till 60 stycken spelare i en tävlingsmatch och upp till 8 spelare i co-op-läget.

### Resistance: Retribution
Ännu en uppföljare, vid namn Resistance: Retribution, annonserades den 15 juli 2008 vid Sonys presskonferens på E3 2008. Det är en tredjepersonskjutare till Playstation Portable och har utvecklats av Sony Bend. Spelet släpptes i mars 2009.

### Resistance 3
Den 11 oktober 2009 rapporterade webbplatsen Joystiq att en skylt med en logo av Resistance 3 sågs i Shreveport, Louisiana. Eftersom Resistance 3 ännu inte hade annonserats, spekulerades det att skylten var en produktplacering i filmen Battle: Los Angeles som filmades i området och släpptes på bio under mars 2011. Det spekulerades även om att spelet skulle släppas samtidigt som filmen.
Resistance 3 annonserades officiellt den 17 augusti 2010 under Sonys presskonferens på Gamecom 2010, tillsammans med en trailer för spelet. Det släpptes senare i september 2011.